# Myristica psilocarpa
Espèce
Statut de conservation UICN

 VU D2 : Vulnérable
Myristica psilocarpa est une espèce de plantes de la famille des Myristicaceae.

## Publication originale
- Blumea 40(2): 317. 1995.